# Rayman: The Animated Series
Rayman: The Animated Series (también conocido como Rayman: The TV Series, o simplemente Rayman) es una serie de cortometrajes animados franco-británicos-canadienses creada por Ubisoft en 1999, basada en la serie de videojuegos Rayman, tras el éxito de Rayman 2: The Great Escape. Estaba destinado a ser una serie de 26 episodios con un lanzamiento proyectado durante el otoño de 2000, pero solo cuatro se completaron cuando se canceló a mediados de la serie, dejando un quinto episodio cerca de completarse. La serie solo se transmitió en Francia, Alemania y los Países Bajos, pero se lanzó en VHS en América del Norte y, además, en DVD en Francia antes de la emisión de la televisión.

## Episodios
1. Lac-Mac Napping
2. No Parking
3. High Anxiety
4. Big Date

## Voces
| Personaje          | Francés           |
| ------------------ | ----------------- |
| Rayman             | Emmanuel Garijo   |
| Betina             | Patricia Legrand  |
| Lac-Mac            | Patrice Baudrier  |
| Cookie             | Michel Elias      |
| Rigatoni           | Michel Elias      |
| Admiral Razorbeard | Patrick Guillemin |
| Inspector Grub     | Michel Elias      |